# Kamerun (wulkan)
Kamerun (znany także pod nazwą Fako) – czynny wulkan w Kamerunie, leżący nieopodal Zatoki Gwinejskiej, najwyższy szczyt tego państwa. Ostatnie erupcje miały miejsce 28 marca 1999 r. i 28 maja 2000 r.
Kamerun jest jednym z największych wulkanów Afryki, sięga 4095 m n.p.m. Stromy masyw stratowulkanu jest zbudowany przeważnie ze skał bazaltowych i trachybazaltowych leżących na podstawie z prekambryjskich skał metamorficznych, przykrytych osadami pochodzącymi z kredy i czwartorzędu. Na południe od głównego szczytu leży drugi, zwany Etinde (lub Mały Kamerun). Wokół głównego znajduje się ponad 100 kraterów pasożytniczych.
Historyczna aktywność, największa wśród zachodnioafrykańskich wulkanów, została po raz pierwszy zaobserwowana w V wieku p.n.e. przez kartagińskiego żeglarza Hannona. Odnotowano kilka przeciętnych wybuchów i erupcji z obydwu szczytów i szczelin skalnych. Erupcja z 1922 r. utworzyła jęzor lawy skierowany w kierunku południowo-zachodnim, który osiągnął brzeg Atlantyku, zaś lawa pochodząca z erupcji w 1999 zatrzymała się zaledwie 200 m od morza.
Wszystkie erupcje: około 450 p.n.e., 1650, 1807, 1825, 1838–1839, 1845–1846, 1852, 1865, 1866, 1868, 1871, 1909, 1922, 1925, 1954, 1959, 1982, 1989, 1999, 2000.
Pierwszego wejścia na szczyt dokonali Richard Francis Burton i Gustav Mann w 1861 r. Pierwszymi Polakami na szczycie wulkanu byli najprawdopodobniej 12 grudnia 1884 r. Stefan Szolc-Rogoziński i Leopold Janikowski. Brytyjska odkrywczyni Mary Kingsley, jedna z pierwszych europejskich zdobywców góry, opisała swoją wyprawę w wydanych w 1897 wspomnieniach pt. Travels in West Africa.
Na szczyt można dostać się piechotą, a rokrocznie odbywa się również wyścig, podczas którego biegacze zdobywają szczyt w ok. 4,5 godziny.
W 2009 utworzono tu Park Narodowy Góry Kamerun o powierzchni 58178 ha.